# Kleinblättriger Pfeifenstrauch

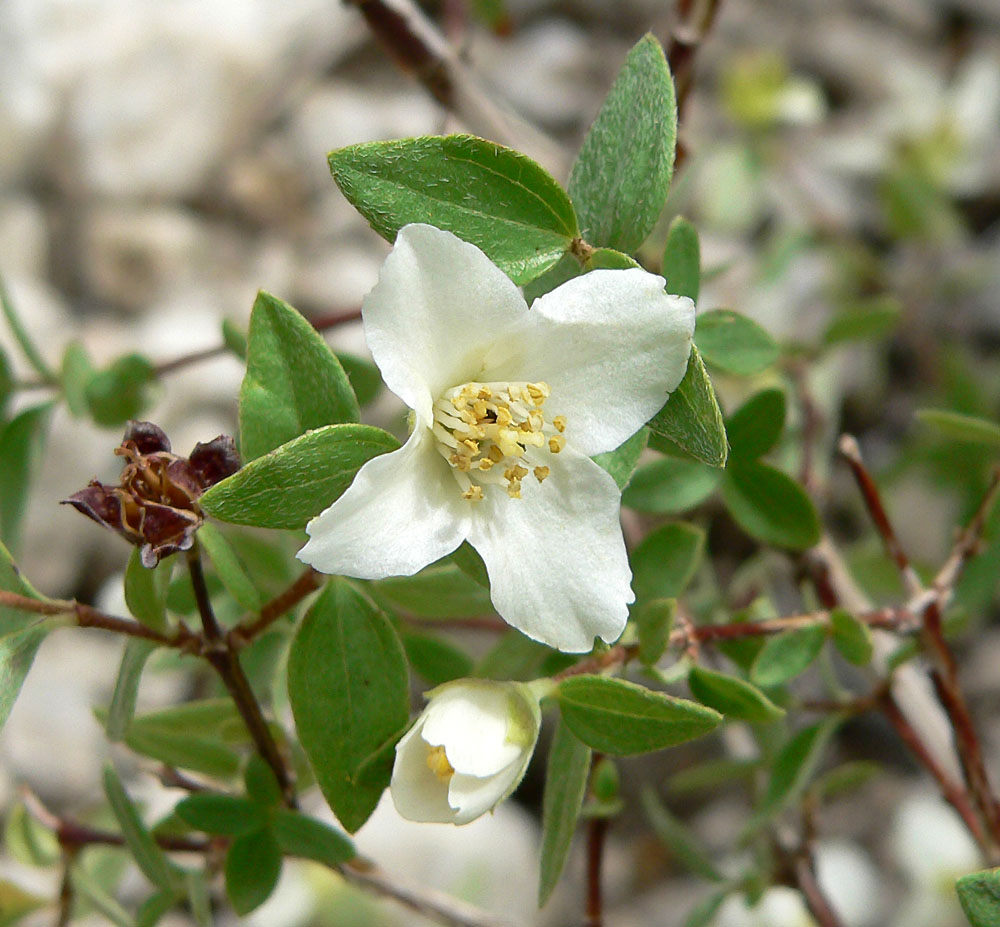
Blüte

Der Kleinblättrige Pfeifenstrauch (Philadelphus microphyllus) ist ein kleiner Strauch aus der Familie der Hortensiengewächse (Hydrangeaceae). Sein natürliches Verbreitungsgebiet liegt im Südwesten der Vereinigten Staaten.

## Beschreibung
Der Kleinblättrige Pfeifenstrauch ist ein bis zu 1,5 Meter hoher, zierlicher Strauch mit kastanienbrauner, abblätternder Rinde. Junge Triebe sind anfangs angedrückt behaart und werden später kahl und glänzend rotbraun. Die Achselknospen sind geborgen.
Die Blätter sind einfach, die Blattspreite ist 1 bis 2 Zentimeter lang, eiförmig-elliptisch bis länglich-lanzettlich, lang zugespitzt mit breit keilförmiger Basis und ganzrandigem Blattrand. Die Blattoberseite ist glänzend dunkelgrün, die Unterseite ist blaugrün und meist striegelhaarig.
Die Blüten stehen meist einzeln. Sie sind 2 bis 2,5 Zentimeter breit und sehr stark duftend. Der Blütenkelch ist kahl und hat lanzettliche Kelchblätter. Die rein weißen Kronblätter sind kreuzweise angeordnet, verkehrt-länglich-eiförmig mit runder und ausgerandeter Spitze. Der Griffel ist etwas kürzer als die etwa 32 Staubblätter. Die Art blüht im Juni.

## Verbreitung und Ökologie
Das natürliche Verbreitungsgebiet liegt in den US-Bundesstaaten Colorado, Wyoming, New Mexico, Arizona, Kalifornien, Nevada und Utah und in Baja California Norte in Mexiko. Die Art wächst in Steppen und Trockenwäldern auf mäßig trockenen bis frischen, schwach sauren bis alkalischen, sandig-lehmigen bis lehmigen, nährstoffreichen Böden an sonnigen bis lichtschattigen Standorten. Sie ist wärmeliebend und meist frosthart.

## Systematik und Forschungsgeschichte
Der Kleinblättrige Pfeifenstrauch (Philadelphus microphyllus) ist eine Art aus der Gattung der Pfeifensträucher (Philadelphus) in der Familie der Hortensiengewächse (Hydrangeaceae), Unterfamilie Hydrangeoideae, Tribus Philadelpheae. Die Art wurde von Asa Gray im Jahr 1849 erstbeschrieben.

## Verwendung
Der Kleinblättrige Pfeifenstrauch wird selten aufgrund seiner dekorativen und duftenden Blüten als Zierpflanze verwendet.

## Nachweise